# Cratere Almandine
Almandine è un cratere sulla superficie di 2867 Šteins.